# Johan Kjeldahl
Johan Gustav Christoffer Thorsager Kjeldahl (Copenaghen, 16 agosto 1849 – Tisvildeleje, 18 luglio 1900) è stato un chimico danese.
È stato responsabile dei laboratori chimici della birreria Carlsberg nei pressi di Copenaghen.
Durante studi sulle variazioni del contenuto di proteine nel processo di trasformazione dell'orzo in malto sviluppò il metodo di determinazione dell'azoto che da lui prende il nome (metodo Kjeldahl).